# Кофе с яйцом
Кофе с яйцом (вьет. Cà phê trứng) — вьетнамский напиток, который традиционно готовят из яичных желтков, сахара, сгущённого молока и кофе «робуста».
Напиток происходит из Ханоя, подаётся во всём Вьетнаме.

## История
Легенда гласит, что во время войны свежего молока не хватало, поэтому стали использовать взбитый яичный желток в качестве замены.
Кафе Giang (вьет. Cà Phê Giảng) в Ханое известно тем, что подают напиток, который готовят из куриного яичного желтка, кофейного порошка, сгущённого молока и, по желанию, сыра. Чашку иногда подают в тазике с горячей водой или ставят над небольшой свечой, чтобы сохранить температуру. Сын основателя кафе Нгуен Зянг утверждает, что его отец разработал этот рецепт напитка, когда в конце 1940-х годов во Вьетнаме не хватало молока, заменив молочный продукт яичным желтком.

## Ингредиенты и подготовка
Ингредиенты для приготовления кофе: свежие куриные яйца, сахар, молоко и кофе. Яичные желтки взбивают вручную с молоком и сахаром, а затем варят. В эту смесь затем наливают горячий или холодный кофе, который образует красивую ароматную пену. Предоставляется чайная ложка, чтобы съесть пену перед тем, как пить кофе.
Напиток подают в небольшой чашке. Чтобы напиток оставался тёплым, чашка кофе помещается в ёмкость с тёплой водой. После заливки смеси из яиц кофе на дне чашки приобретает более насыщенный вкус.